# 秋田厚生医療センター
秋田厚生医療センター（あきたこうせいいりょうせんたー、英:Akita Kousei Medical Center）は、秋田県秋田市飯島西袋に所在する、秋田県厚生農業協同組合連合会（JA秋田厚生連）が設置する病院である。

## 概要
1932年（昭和7年）病院開設。2000年（平成12年）より現在の建物で行っており、名称は2014年（平成26年）から現在のものとなっている。
秋田市北部とそれに隣接する潟上市、男鹿市、五城目町、八郎潟町、井川町、大潟村に住む約40万人のうち、診療圏内人口約18万人余りを対象とする標榜診療科26科、地域包括ケア病床50床を含む479床の急性期地域中核総合病院である。
基幹型臨床研修病院で研修センターを有し、ほぼ毎年フルマッチで秋田県内の市中病院の中で最多の24人の研修医が日夜研鑽に励んでいる。
2009年（平成21年）2月から地域がん診療連携拠点病院に指定され、秋田県内で3番目のがん登録数を有している。また救急告示病院で2016年度（平成28年度）は秋田県内で最も多い23,171人の救急患者と3,490台の救急車を受け入れている。
『患者中心の医療の実践』と『質の高い医療の提供』を基本理念に掲げており、日総研による外部審査を受け接遇大賞を受賞した。また秋田県厚生連9病院の患者満足度調査においても、総合部門優秀賞を受賞し、接遇部門でダブル受賞を達成した。
また地域連携をより一層強固なものにして地域包括ケア病床の有効利用と逆紹介率を上げて地域完結型医療を目指している。

## 沿革
- 1932年2月 - 秋田市中長町に秋田医療組合の病院を開設。
- 1936年6月 - 秋田組合病院に改称。
- 1945年3月 - 秋田県立女子医学専門学校の附属病院として秋田県に寄付。
- 1945年7月 - 秋田市土崎港旭町字旭受（現在の土崎港中央4丁目）に移転し開院。
- 1965年9月 - 秋田組合総合病院に改称。
- 1996年12月25日 - 災害拠点病院指定[1]。
- 2000年5月 - 現在地に移転。
- 2000年6月 - 1Fに新あきた農業協同組合（JA新あきた）秋田組合病院支店（2014年6月に同組合秋田厚生医療センター支店、2018年4月に秋田なまはげ農業協同組合（JA秋田なまはげ）秋田厚生医療センター支店にそれぞれ改称）が開設される。
- 2000年7月14日 - 救急告示病院指定[1]。
- 2003年10月27日 - 臨床研修指定[1]。
- 2009年2月23日 - がん診療連携拠点病院指定[1]。
- 2014年4月1日 - 名称を秋田厚生医療センターに改称。
- 2021年3月29日 - JA秋田なまはげ秋田厚生医療センター支店を飯島支店内にブランチインブランチ化。これにともない、この日から、館内別位置のATMは飯島支店管轄に変更。同年3月26日の営業を以て院内での窓口営業を終了。

## 院内設備
- レストラン[2]
- パン店
- 売店
- JA秋田なまはげ飯島支店秋田厚生医療センター内出張所（店舗外ATM）

## 交通アクセス
- JR奥羽本線土崎駅より秋田中央交通バス15分
- JR秋田駅西口より秋田中央交通バス35分、「秋田厚生医療センター前」

## 註釈
1. 1 2 3 4  病院の特徴と歴史秋田厚生医療センター
2. ↑  事業内容|株式会社光風舎